# Клубный Мундиалито по пляжному футболу 2013
Третий Клубный Мундиалито по пляжному футболу (или Клубный Кубок Мира) — это турнир по пляжному футболу, который прошел впервые на новом временном стадионе на пляже Копакабана в Рио-де-Жанейро (Бразилия) 10 — 17 ноября 2013 года. Два предыдущих турнира проходили в Прайя-ду-Сол на стадионе спортивного комплекса Арена Гуарапиранга (Arena Guarapiranga), расположенного недалеко от водохранилища Репереса де Гуарапиранга (Represa de Guarapiranga), находящегося в Сан-Паулу, Бразилия.

## Участвующие команды
Восемь команд подтвердили своё участие в турнире в этом году, что на четыре команды меньше, чем в прошлом году:
| ГРУППА A      | ГРУППА B   |
| ------------- | ---------- |
| Аль-Ахли      | Барселона  |
| Милан         | Ботафого   |
| Пеньяроль     | Коринтианс |
| Васко да Гама | Фламенго   |

## Процедура жеребьевки
Жеребьевка восьми команд предположительно была проведена на неделе после 28 октября 2013 года.

## Игроки
Составы команд определяются следующими критериями: три игрока соответствующих стране клуба (выбираются заранее), три игрока от континентов (до двух из одной страны), игрок УЕФА / КОНМЕБОЛ (Южная Америка и Европа), игрок АФК / КАФ / КОНКАКАФ / ОФК (Азия / Африка / Северная Америка и Карибы / Океания) и игрок национальной сборной.

## Составы
Полный список составов всех команд-участниц можно найти на сайте BSWW. Так же составы команд опубликованы на сайте beachsoccer.ru.
Из-за неудачных сроков проведения турнира, игроки «Локомотива (Москва)» не смогли принять участие в турнире, так как восемь человек были вызваны на тренировочные сборы в национальную команду перед Межконтинентальным кубок по пляжному футболу 2013.
Единственным российским игроком на турнире был основной вратарь питерского «Кристалла» Иван Островский. Он выступал запасным вратарем бразильского клуба Васко да Гама, который занял третье место на турнире.

## Групповая стадия
Жеребьевка, разделившая команды на две группы по четыре команды, была проведена 21 октября 2013 года. Официальное расписание матчей было опубликовано 22 октября 2013 года.
Время начала всех матчей указано по местному времени Рио-де-Жанейро, (UTC-2).

### Группа A
| Команда       | И | В | В+ | П | ГЗ | ГП | +/- | О |
| ------------- | - | - | -- | - | -- | -- | --- | - |
| Ботафого      | 3 | 2 | 0  | 1 | 8  | 6  | +2  | 6 |
| Васко да Гама | 3 | 1 | 1  | 1 | 10 | 9  | +1  | 5 |
| Аль-Ахли      | 3 | 1 | 0  | 2 | 7  | 9  | -2  | 3 |
| Барселона     | 3 | 1 | 0  | 2 | 11 | 12 | -1  | 3 |

| Выходят в полуфинал |

| Ботафого                              | 2 – 0 | Аль-Ахли |
| ------------------------------------- | ----- | -------- |
| B. Tell 7′ (пен.) · A. Cavalcanti 17′ | Отчет |          |

| Васко да Гама                                           | 4 – 4 (доп. вр.) | Барселона                                               |
| ------------------------------------------------------- | ---------------- | ------------------------------------------------------- |
| Bueno 6′ · Mauricinho 21′ · Jorginho 22′ · Boquinha 39′ | Отчет            | 8′ (пен.), 38′ D. Stankovic · 19′ Nico · 33′ O. Moreira |
| Пенальти                                                |                  |                                                         |
| Jorginho · Mauricinho                                   | 1 – 0            | D. Stankovic · R. Amarelle                              |

| Аль-Ахли                                                   | 4 – 6 | Васко да Гама                                                          |
| ---------------------------------------------------------- | ----- | ---------------------------------------------------------------------- |
| K. Albalooshi 9′ · N. Belchior 14′ (пен.), 16′ (пен.), 36′ | Отчет | 1′ Bueno · 7′ (пен.), 13′ Betinho · 10′, 36′ Mauricinho · 14′ Boquinha |

| Ботафого                                                                            | 5 – 6 | Барселона                                                         |
| ----------------------------------------------------------------------------------- | ----- | ----------------------------------------------------------------- |
| Sidney 4′ · A. Cavalcanti 15′ (пен.) · B. Antonio 23′ · Vini 29′ (пен.) · Dmais 35′ | Отчет | 2′, 23′ D. Stankovic · 3′ C. Torres · 15′, 27′ Nico · 24′ J. Lima |

| Барселона       | 1 – 3 | Аль-Ахли                                |
| --------------- | ----- | --------------------------------------- |
| R. Amarelle 36′ | Отчет | 28′, 36′ N. Belchior · 33′ H. Alhammadi |

| Васко да Гама | 0 – 1 | Ботафого   |
| ------------- | ----- | ---------- |
|               | Отчет | 17′ Sidney |

### Группа B
| Команда    | И | В | В+ | П | ГЗ | ГП | +/- | О |
| ---------- | - | - | -- | - | -- | -- | --- | - |
| Коринтианс | 3 | 3 | 0  | 0 | 11 | 8  | +3  | 9 |
| Фламенго   | 3 | 2 | 0  | 1 | 19 | 10 | +9  | 6 |
| Пеньяроль  | 3 | 1 | 0  | 2 | 14 | 19 | -5  | 3 |
| Милан      | 3 | 0 | 0  | 3 | 11 | 18 | -7  | 0 |

| Выходят в полуфинал |

| Фламенго    | 1 – 2 | Коринтианс              |
| ----------- | ----- | ----------------------- |
| Benjamin 2′ | Отчет | 8′ Andre · 9′ B. Xavier |

| Коринтианс                                        | 4 – 3 | Пеньяроль                                |
| ------------------------------------------------- | ----- | ---------------------------------------- |
| B. Xavier 10′ · B. Malias 15′, 32′ · Anderson 36′ | Отчет | 11′ M. Diaz · 15′ Fred · 23′ R. Martinez |

| Фламенго                                                            | 7 – 3 | Милан                                 |
| ------------------------------------------------------------------- | ----- | ------------------------------------- |
| Casé 5′ · Benjamin 13′ · Souza 19′, 28′, 33′ · Digo 19′ · Eudin 26′ | Отчет | 13′ D. Ramacciotti · 20′, 28′ G. Gori |

| Пеньяроль                                                                  | 5 – 11 | Фламенго                                                                                                |
| -------------------------------------------------------------------------- | ------ | --- |
| R. Villalobos 9′ (пен.) · M. Cabrera 12′ · M. Diaz 29′, 30′ · N. Bella 35′ | Отчет  | 8′ Benjamin · 9′ Souza · 11′ Toinho · 13′, 25′, 27′, 33′ Eudin · 24′, 34′ Datinha · 35′, 35′ L. Martins |

| Коринтианс                                    | 5 – 4 | Милан                                          |
| --------------------------------------------- | ----- | ---------------------------------------------- |
| Rafinha 2′, 29′ · D. Lima 3′ · André 10′, 13′ | Отчет | 14′, 15′ C. Da Silva · 27′, 34′ (пен.) G. Gori |

| Милан                                                 | 4 – 6 | Пеньяроль                                                                      |
| ----------------------------------------------------- | ----- | ------------------------------------------------------------------------------ |
| D. Ramacciotti 2′ · S. Marinai 15′ · G. Gori 17′, 34′ | Отчет | 9′ F. Cabral · 15′ M. Diaz · 15′, 23′ Nico · 24′ F. Valarino · 36′ R. Martinez |

## Стадия плей-офф
|  | Полуфинал      | Полуфинал |                   |  | Финал | Финал |
|  |                |           |                   |  |       |       |
|  | 16 ноября 2013 |           |                   |  |       |       |
|  |                |           |                   |  |       |       |
|  | Коринтианс     | 2         |                   |  |       |       |
|  | Коринтианс     | 2         | 17 ноября 2013    |  |       |       |
|  | Васко да Гама  | 0         |                   |  |       |       |
|  | Васко да Гама  | 0         | Коринтианс        |  |       |       |
|  | 16 ноября 2013 |           |                   |  |       |       |
|  |                | Фламенго  |                   |  |       |       |
|  | Ботафого       | 2         |                   |  |       |       |
|  | Ботафого       | 2         |                   |  |       |       |
|  | Фламенго       | 3         |                   |  |       |       |
|  | Фламенго       | 3         | Матч за 3-е место |  |       |       |
|  |                |           |                   |  |       |       |
|  | 17 ноября 2013 |           |                   |  |       |       |
|  |                |           |                   |  |       |       |
|  | Васко да Гама  | 3         |                   |  |       |       |
|  | Васко да Гама  | 3         |                   |  |       |       |
|  | Ботафого       | 1         |                   |  |       |       |

### Полуфиналы
| Коринтианс                  | 2 – 0 | Васко да Гама |
| --------------------------- | ----- | ------------- |
| D. Lima 20′ · B. Malias 20′ | Отчет |               |

| Ботафого                 | 2 – 3 | Фламенго                    |
| ------------------------ | ----- | --------------------------- |
| F. Mazzei 23′ · Vini 27′ | Отчет | 11′ Casé · 12′, 25′ Datinha |

### Матч за 3-е место
| Васко да Гама                        | 3 – 1 | Ботафого       |
| ------------------------------------ | ----- | -------------- |
| Gil 22′ · Jorginho 23′ · Betinho 28′ | Отчет | 20′ B. Botelho |

### Финал
| Коринтианс                                  | 3 – 3 (доп. вр.) | Фламенго                     |
| ------------------------------------------- | ---------------- | ---------------------------- |
| Fernando DDI 9′ · André 19′ · B. Xavier 23′ | Отчет            | 9′, 28′ Eudin · 32′ Benjamin |
| Пенальти                                    |                  |                              |
| B. Xavier                                   | 1 – 0            | Benjamin                     |

## Победитель
| Победитель III Mundialito de Clubes: |
| ------------------------------------ |
| Коринтианс Первый титул              |

## Награды
| Лучший игрок (MVP) | Лучший игрок (MVP) | Лучший игрок (MVP) |
| ------------------ | ------------------ | ------------------ |
| Мао (Коринтианс)   |                    |                    |
| Лучший бомбардир   |                    |                    |
| Эудин (Фламенго)   |                    |                    |
| 7 голов            |                    |                    |
| Лучший вратарь     |                    |                    |
| Мао (Коринтианс)   |                    |                    |